# Alfonso Marini
Alfonso Marini (Caserta, 16 marzo 1949) è uno storico e agiografo italiano.

## Biografia
È docente di Storia medievale nella facoltà di Lettere e Filosofia dell'Università La Sapienza di Roma, nella quale ha già insegnato Esegesi delle fonti medievali. È stato allievo dell'illustre medievista Raoul Manselli, di cui ha continuato gli studi.
Si occupa di storia religiosa bassomedievale, in particolare del francescanesimo maschile e femminile, degli ordini mendicanti, della religiosità femminile, del gioachimismo e dell'escatologismo, delle fonti su Celestino V, di cui sta curando l'edizione del processo di canonizzazione. Coordina una ricerca per il censimento dei monasteri di damianite e clarisse in Italia nel sec. XIII ed una sullo sviluppo dei temi della sequela Christi, dell'imitatio Christi e della conformitas Christo nelle fonti francescane dei secoli XIII-XV.

## Opere
Della sua bibliografia, oltre a una copiosa produzione di saggi e articoli, oltreché varie traduzioni, vanno ricordati i seguenti volumi:
- Sorores alaudae. Francesco d'Assisi, il creato, gli animali, Assisi, Ed. Porziuncola, 1989, ISBN 978-88-270-0023-6.
- Agnese di Boemia, con la collaborazione di Paola Ungarelli, Roma, Istituto Storico dei Cappuccini, 1991.
- Storia della Chiesa medievale, Casale Monferrato, Piemme, 1991, ISBN 978-88-384-1706-1.
- A. Marini-Paola Ungarelli, Agnese di Boemia, Bibliotheca seraphico-capuccina n.38, Roma, Ist. Storico dei Cappuccini, 1991,  p. 179.
- Alfonso Marini - Marco Bartoli, Il Sacrum commercium del beato Francesco con madonna Povertà, Vicenza, L.I.E.F., 2003.
- Marco Bartoli-Alfonso Marini, Da Assisi al mondo. Storie e riflessioni del primo secolo francescano, Trapani, Il pozzo di Giacobbe, 2010.
- Francesco d'Assisi, il mercante del regno, Roma, Carocci, 2015, ISBN 978-88-430-7655-0.
- «Se ti dimentico, Gerusalemme…». Bernardo di Clairvaux e la Terrasanta, Roma, Edizioni Nuova Cultura, 2019.
- Dall'eremo al mito. Studi su Pietro del Morrone - Celestino V, Canterano, Aracne, 2020, ISBN 978-88-255-3283-8.
- Incontro sotto la tenda. Francesco d'Assisi, Malik al-Keamil, l'Islam e Collana, collana Ottante, Fuorilinea, 2021,  p. 120, ISBN 9788896551875.

### Curatele
- con Maria Beatrice Mistretta, Chiara d'Assisi e la memoria di Francesco. Atti del convegno per l'VIII centenario della nascita di s. Chiara (Fara Sabina, 19-20 maggio 1994), Città di Castello, Ed. Petruzzi, 1995.
- Edith Pásztor, Francesco d'Assisi e la “questione francescana”, Assisi - S. Maria degli Angeli, Ed. Porziuncola, 2000 (Medioevo francescano, Saggi 5). Introduzione, pp. IX-XV.
- Bernardo di Chiaravalle, I Templari e la seconda Crociata, Casale Monferrato, Piemme, 2002.
- Raoul Manselli, I primi cento anni di storia francescana, Cinisello Balsamo, Ed. San Paolo, 2004
- Il processo di canonizzazione di Celestino V, Vol. I, 1, con Alessandra Bartolomei Romagnoli, I, 2, Firenze, SISMEL-Edizioni del Galluzzo, 2015 e 2016.